# Aleksej Petrovič Mares'ev
Aleksej  Petrovič Mares'ev (in russo Маресьев, Алексей Петрович?; Kamyšin, 20 maggio 1916 – Mosca, 18 maggio 2001) è stato un aviatore e militare sovietico,  asso dell'aviazione da caccia nel corso della seconda guerra mondiale, abbattendo individualmente 7 aerei nemici in ottantasei missioni belliche, Fu insignito dell'onorificenza di Eroe dell'Unione Sovietica e due volte dell'Ordine di Lenin.

## Biografia

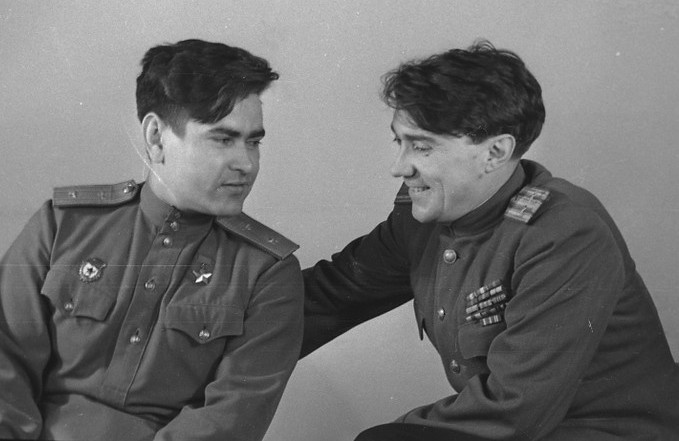
Aleksej Petrovič Mares'ev e Boris Nikolaevič Polevoj.

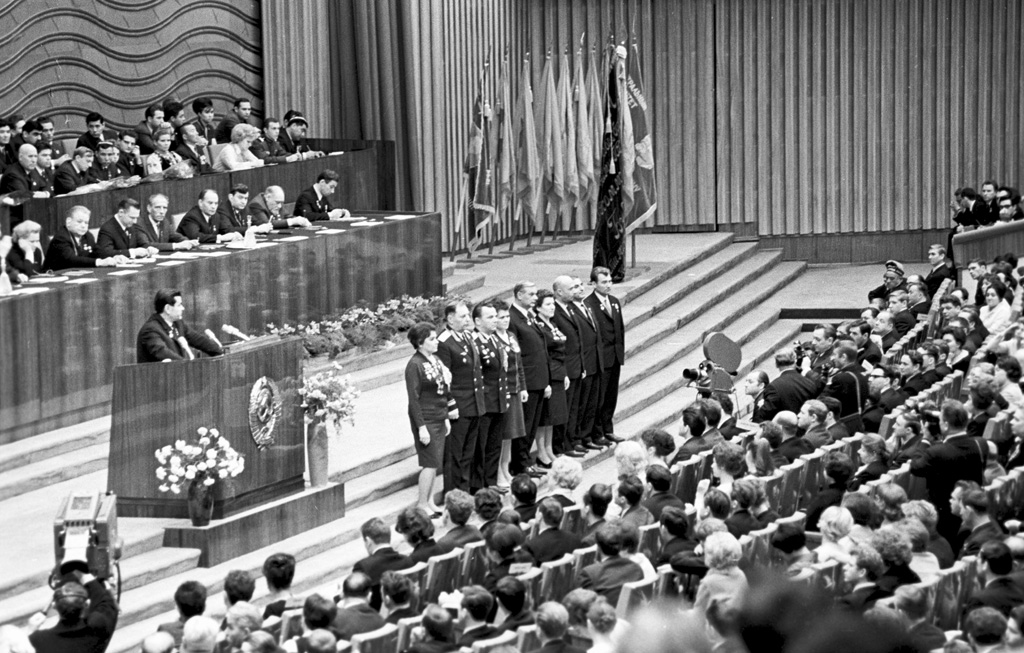
A. P. Maresyev parla al Plenum del Comitato Centrale della Lega dei Giovani Comunisti Leninisti dell'Unione Sovietica, dedicato al 50° anniversario del Komsomol leninista. Mosca, Cremlino, 1968.

Nacque il 20 maggio 1916 a Kamyšin, governatorato di Saratov, figlio di Pëtr Avdeevič e di Ekaterina Nikitichna Mares'eva. Suo padre tornò a casa dal fronte della prima guerra mondiale e morì per le ferite nel 1919, quando Alexej aveva tre anni. La madre Ekaterina Nikitichna lavorava come donna delle pulizie in una falegnameria e crebbe da sola i tre figli. Da bambino, soffrì di una forma molto grave di malaria, che minò la sua salute e lo fece soffrire di reumatismi.
Dopo aver completato l'ottavo anno di scuola a Kamyšin, entrò nella scuola di fabbrica e di produzione n. 32. Nel 1932, dopo essersi diplomato in fabbrica e aver conseguito la specializzazione di tornitore di metalli, iniziò la sua carriera lavorativa come tornitore presso la segheria di Kamyšin. Presentò due volte i documenti per essere ammesso alla scuola di volo, ma gli furono restituiti a causa dei reumatismi derivati dall'aver contratto la malaria. Ciononostante, entrò in absentia nella facoltà operaia dell'Istituto di aviazione di Mosca dove studiò contemporaneamente al suo lavoro.
Tra l'agosto 1934 e il marzo 1935 lavorò come boscaiolo nella zona di Pivan, distretto di Komsomol'sk Ktaj di Chabarovsk, e poi partecipò alla costruzione della città di Komsomolsk-na-Amure. Tra il marzo 1935 e l'agosto 1937 lavorò come meccanico per motori diesel sul battello Partizan.
Nell'ottobre del 1937 fu chiamato a prestare servizio militare ed inviato alle truppe di frontiera dell'NKVD. Prestò servizio come meccanico aeronautico nel 12° distaccamento aereo di frontiera aerea presso il Distaccamento navale dell'isola di Sachalin, e poi fu trasferito al 12° Distaccamento di frontiera aerea del Distretto di frontiera del Pacifico nella città di Aleksandrovsk-Sachalinskij, dove si occupò della manutenzione degli aerei Polikarpov R-5 in servizio. Nel gennaio del 1939 fu inviato alla 30ª Scuola per piloti militari di Chita, che fu trasferita a Batajsk nell'ottobre del 1939. Nel 1940 si diplomò alla Scuola di aviazione "Serov" di Batajsk, ricevendo il grado di sottotenente pilota. Dopo il diploma, iniziò a lavorare lì come istruttore fino a dopo all'inizio dell'Operazione Barbarossa.
Iniziò i suoi voli come  pilota da caccia nell'agosto del 1941, assegnato al 296. IAP di stanza vicino a Kryvyj Rih, volando sui caccia Polikarpov I-16 e partecipando alle battaglie difensive nell'Ucraina meridionale. Nel marzo 1942 fu trasferito al 580. IAP dell'aeronautica del fronte nord-occidentale, dove fu nominato comandante di volo. Nella battaglia del 1 aprile 1942, volando su un caccia Yakovlev Yak-1, abbatté un aereo da trasporto Junkers Ju 52 e il 4 aprile abbatté altri due aerei di questo tipo contemporaneamente sopra l'aeroporto di Ishtovo. Il 5 aprile 1942, nella zona della "Sacca di Demjansk" (Oblast' di Novgorod), durante un'operazione di scorta ai bombardieri Ilyushin Il-2, il suo caccia Yak-1 fu colpito e abbattuto da aerei tedeschi. Riuscì a portare il velivolo attraverso la linea del fronte fino in territorio amico e, 4 km a nord del villaggio di Rabezha, mentre tentava un atterraggio di emergenza nella foresta, cadde da un'altezza di 30 metri perché il carrello di atterraggio si era impigliato nelle cime degli alberi causando il capottamento del velivolo. Riportò una forte commozione cerebrale, e trascorse 10 giorni sul luogo dell'incidente. Successivamente camminò, appoggiandosi a un bastone, attraverso foreste e  paludi verso le linee sovietiche a est, evitando le pattuglie tedesche, e orientandosi seguendo il sole. I primi a notarlo il 22 giugno furono gli abitanti del villaggio di Plav, nel distretto di Valdai, che dopo una iniziale diffidenza, lo credevano tedesco, venne soccorso da due ragazzi e dal loro nonno che lo portarono su un carro a casa loro in stato di semi incoscienza e con i piedi congelati. Per tre giorni i contadini del collettivo si presero cura di lui, e poi fu trasferito presso l'ospedale chirurgico da campo di Krasilovo, distretto di Valdai, arrivando infine a Valdai il 30 aprile. Quella stessa sera  un aereo pilotato da A. N. Dekhtyarenko lo prese a bordo riportandolo alla base del 580. IAP e da lì, in ambulanza, il 1 maggio fu trasferito all'ospedale centrale dell'aviazione di Mosca.  Durante il suo viaggio di 18 giorni, le sue ferite erano  così gravemente peggiorate che entrambe le gambe dovettero essere amputate sopra il ginocchio. Prima dell'operazione era disteso su una barella con un lenzuolo sul viso ed era considerato un caso disperato a causa dell'estensione delle sue ferite, oltre a soffrire di gangrena e setticemia. Un medico, il professor Terebinsky, che passava di lì per caso si offrì di operarlo e quindi di salvarlo, ma egli disse che non avrebbe perso le sue gambe. Al risveglio dall'anestesia, si arrabbiò nello scoprire che le sue gambe erano state amputate sopra il ginocchio.
Nel giugno 1942 gli fu conferito l'Ordine della Bandiera Rossa per aver abbattuto tre aerei tedeschi. Nel corso del 1942 fu inviato a Kujbyšev, nell'ospedale n. 3999 (via Molodogvardeyskaya, 196) specializzato per pazienti con arti amputati. Qui gli furono date delle protesi, rudimentali e pesanti, che causavano forti dolori quando camminava. In ospedale fu rimesso in piedi e, decidendo di tornare in servizio e volare di nuovo, iniziò ad allenarsi duramente; per la riabilitazione finale, fu trasferito alla casa di riposo speciale n. 1.
All'inizio del 1943 superò la visita medica e fu inviato alla scuola di volo di Ibresin. Nel febbraio 1943 effettuò il suo primo volo di prova su un Polikarpov U-2, e riuscì a essere mandato al fronte nel giugno successivo. Dal novembre 1942 al marzo 1943 fu vicecomandante del 65° Squadrone da collegamento, e dal marzo al maggio 1943 completò l'addestramento al pilotaggio dei caccia Lavochkin La-5 a Ivanovo.
In quel mese arrivò al 63. IAPG il cui comandante non gli permise di partecipare a missioni di combattimento, poiché la situazione aerea alla vigilia della battaglia di Kursk era estremamente tesa. Il comandante di squadrone Alexander Chislov lo sostenne e lo portò con sé in una sortita di combattimento. Dopo diverse missioni in coppia con Chislov, la fiducia del comando su di lui aumentò.
Il 19 luglio 1943, ottenne la sua prima vittoria dopo il ritorno in servizio: abbattendo un cacciabombardiere Junkers Ju 87 Stuka e il giorno successivo, il 20 luglio, durante una battaglia aerea con forze nemiche superiori, salvò la vita a due piloti sovietici e abbatté due caccia Focke-Wulf Fw 190 che coprivano i cacciabombardieri Ju-87. La sua fama si diffuse in tutta a 15ª Armata Aerea e su tutto il fronte di Kursk. I corrispondenti di guerra iniziarono a frequentare il reggimento, tra cui il futuro autore del libro a lui dedicato "La storia di un vero uomo", Boris Nikolaevič Polevoj.
Il 24 agosto 1943 fu insignito del titolo di Eroe dell'Unione Sovietica (Stella d'oro n. 1102). Dall'ottobre 1943 prestò servizio come assistente del comandante del 63. IAPG.
Nel marzo del 1945, dopo una serie di insistenti richieste da parte del comando supremo, accettò di essere trasferito dal reggimento da caccia alla posizione di ispettore-pilota nel dipartimento degli istituti di istruzione superiore della Direzione principale di addestramento, formazione e addestramento al combattimento delle Forze aeree dell'Armata Rossa.
Entrato nel PCUS nel 1944, fu congedato con il grado di maggiore della riserva nel luglio 1946. Si mantenne costantemente in ottima forma fisica (sci, pattinaggio, ciclismo, nuoto). Nel 1949 partecipò al Primo Congresso Mondiale dei Sostenitori della Pace, tenutosi a Parigi. Compì i suoi ultimi voli su un aereo (un Polikarpov Po-2 da addestramento ) nei primi anni cinquanta come istruttore presso una scuola speciale della Voenno-vozdušnye sily SSSR a Mosca.
Nel 1952 si laureò presso la Scuola di partito del PCUS, e nel 1956 discusse la sua tesi di laurea in scienze storiche. Dal settembre 1956, lavorò come segretario esecutivo del Comitato Sovietico dei Veterani di Guerra, di cui divenne primo vicepresidente nel 1983. L'8 maggio 1967 partecipò alla cerimonia di accensione della Fiamma Eterna sulla Tomba del milite ignoto a Mosca. Nel 1978 fu promosso colonnello della riserva. Nel 1989-1991, fu eletto deputato del popolo dell'URSS.
Il 18 maggio 2001 ebbe un infarto e morì 16 ore dopo, appena un'ora prima della celebrazione del suo 85° compleanno tenutosi presso il Teatro accademico centrale dell'Armata Rossa a Mosca. Fu tumulato nel cimitero di Novodevičij.

### Annotazioni
1. ↑  Mentre era in un sanatorio vicino a Kujbyšev, stabilì un record personale attraversando a nuoto il Volga (2 km e 200 m) in 55 minuti.

### Fonti
1. 1 2 3 4 5 6 7 8 9 10 11 12 13 14 15 16 17 18  Ortoprom.
2. 1 2 3 4 5 6 7 8  Seidl 1998, p. 144.
3. 1 2 3 4 5 6 7 8 9 10 11 12 13 14 15 16 17 18 19 20 21 22 23 24 25 26 27 28 29 30 31 32  Warheroes.
4. 1 2 3 4 5 6 7 8 9  Ordenrf.